# Sappho (film fra 1917)
 For alternative betydninger, se Sappho (flertydig). (Se også artikler, som begynder med Sappho)
Sappho er en amerikansk stumfilm fra 1917 af Hugh Ford.

## Medvirkende
- Pauline Frederick som Sapho
- Frank Losee som Caoudal
- John St. Polis som Dejoie
- Pedro de Cordoba som Flamant
- Thomas Meighan som Jean Gaussin